# Sant Martí de Joval
Sant Martí de Joval és una església del municipi de Clariana de Cardener (Solsonès), datada al segle x i que forma part de la diòcesi de Solsona. Està inclosa dins la llista del patrimoni arquitectònic català.

## Situació
Es troba al sector nord del terme municipal, a llevant del nucli de Sant Just i Joval, als plans que s'estenen a l'extrem sud del serrat del Moro, entre les aigües de l'embassament de Sant Ponç i la rasa Perpètua.
S'hi va per una carretera asfaltada (camí ral de Solsona) que surt del punt quilomètric 77,5 de la C-55 (de Manresa a Solsona), a l'indret del Pi de Sant Just 41° 58′ 58″ N, 1° 33′ 13″ E / 41.982821°N,1.553721°E (senyalitzat). Als 1,2 km. 41° 59′ 20″ N, 1° 33′ 48″ E / 41.988924°N,1.563451°E, es pren el desviament a la dreta a "Vilafranca de Joval". Als 1,9 km. 41° 59′ 21″ N, 1° 34′ 16″ E / 41.989226°N,1.571244°E es deixa a la dreta el camí a "Hermenter de Joval". Als 2,6 km. 41° 59′ 13″ N, 1° 34′ 46″ E / 41.986857°N,1.579392°E es deixa a l'esquerra el camí a la "Torre de Cardener" i, seguint sempre la carretera asfaltada, s'arriba als 3,9 km al peu de l'església i poc més enllà a la masia de Vilafranca de Joval.

## Descripció

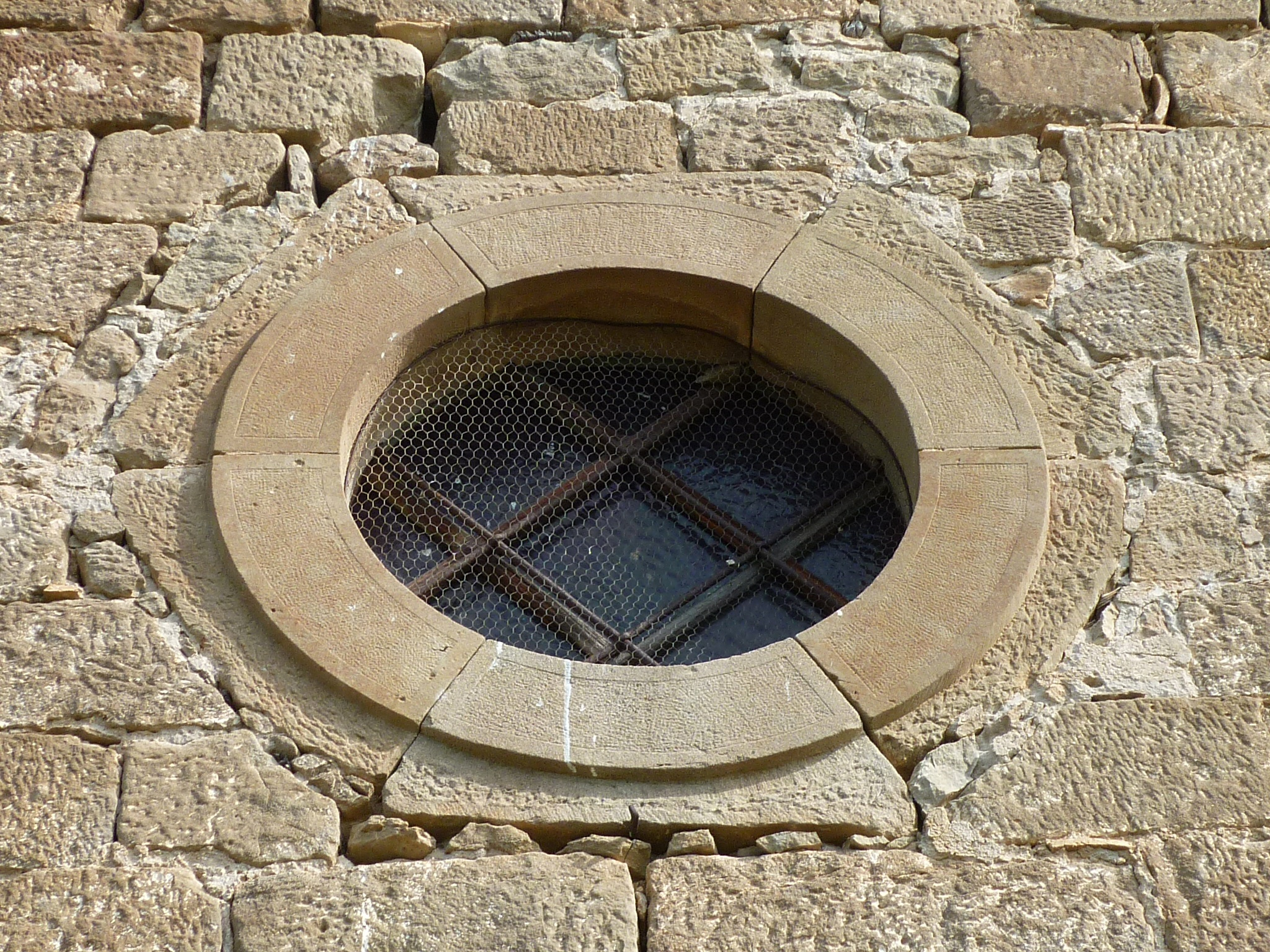
Òcul.

Església d'una sola nau amb coberta a dos vessants. La façana principal, orientada a l'est, té la porta amb una llinda de forma semicircular i, per sobre, un òcul. Una de les pedres del parament té inscrita la data "1763". Al costat dret hi ha adossada la torre del campanar, de planta quadrada i una finestra d'arc de mig punt a cada cara; a la part superior hi ha gàrgoles als quatre angles.